# ヤマト (宇宙船)
ヤマトは、日本の宇宙開発事業団（NASDA）が構想した再使用型宇宙往還機。なお、「ヤマト」という名称は報道機関によってつけられた非公式の愛称であり、NASDAが公式に用いたわけではない。

## 概要
ヤマトは1980年代前半に将来有人輸送システムとしてNASDA内の有志によって検討されたもので、大型ロケットの先端部に搭載されて宇宙へと打ち上げられ、大気圏内への再突入後には本体に搭載されたターボファンエンジンを用いて自力飛行の後に着陸するという、航空機色の強いものだった。
機体はスペースシャトル・オービタにも似たダブルデルタ翼の無尾翼機で、機内には前方から操縦室・ドッキングポート・カーゴベイが配置されている。その形状から「ミニシャトル」と呼ばれることもあるが、純然たる人員および物資輸送用の機体であり、スペースシャトルのような軌道上での作業能力は持たない。
ヤマトが構想された当時は、このような宇宙機を打ち上げ可能なH-IIロケットは存在せず、そもそもヤマトの構想自体が有翼宇宙機開発のケーススタディとして行われたものだったため、非現実的かつ時期尚早であるとしてこの構想が実行に移されることはなかった。その後、NASDAは1985年（昭和60年）から無人の有翼宇宙往還機であるHOPEの研究を開始している。

## 諸元（計画値）
- 全長：13.5 m
- 全幅：7.5 m
- 全高：4.5 m
- 翼面積：18.0 m2
- 自重：7,190 kg
- 全備重量：10,480 kg
- エンジン：ターボファンエンジン（推力：1,600 kgf） × 2
- 航続距離： 1,852 km（1,000海里）
- 着陸滑走距離：約914.4 m（約3,000 ft）
- 乗員：4名